# Жучково (Калінінградська область)
Жучково (рос. Жучково) — селище Озерського міського округу, Калінінградської області Росії. Входить до складу Гавриловського сільського поселення.
Населення —  74 особи (2015 рік). 

## Населення
| 2002 | 2010 |
| ---- | ---- |
| 105  | ↘74  |